# JFEスチール東日本製鉄所

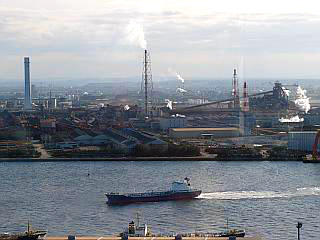
JFEスチール東日本製鉄所（千葉地区）千葉ポートタワーより

JFEスチール東日本製鉄所（ジェイエフイースチールひがしにほんせいてつしょ）は、JFEスチールの銑鋼一貫製鉄所である。京浜地区と千葉地区に分かれており、前者は神奈川県川崎市川崎区扇島1丁目1、後者は千葉県千葉市中央区川崎町1にある。また、兵庫県西宮市に西宮工場がある。
日本鋼管と川崎製鉄の統合に伴い誕生した。京浜地区は旧・日本鋼管京浜製鉄所、千葉地区は旧・川崎製鉄千葉製鉄所（川鉄千葉）である。

## 京浜地区

### 地区概要
- 所在地:川崎市川崎区扇島1-1
- 敷地面積 550万平方メートル（東京ドームおよそ117個分）

### 沿革
- 1946年（昭和21年）4月 - 日本鋼管川崎製鉄所操業開始。
- 1947年（昭和22年）6月 - 鶴見製鉄所操業開始。
- 1959年（昭和34年）2月 - 水江製鉄所操業開始。
- 1962年（昭和37年）11月 - 水江製鉄所第1高炉火入れ。
- 1968年（昭和43年）4月 - 川崎・鶴見・水江の3製鉄所を統合し、京浜製鉄所発足。
- 1976年（昭和51年）11月 - 扇島第1高炉火入れ。
- 1979年（昭和54年） - 第2高炉火入れ。
- 1990年（平成2年） - 高炉1基体制化。
- 2003年（平成15年）12月1日 - JFEスチール東日本製鉄所に再編。
- 2004年（平成16年） - 第1高炉休止、第2高炉再開。
- 2008年（平成20年）8月 - 新型シャフト炉稼働。
- 2023年（令和5年）9月 - 第2高炉・シャフト炉休止。

### 生産品
- 厚板鋼板
- 熱延鋼板
- 冷延鋼板
- 鋼管

### 高炉
- 第1高炉 - 1976年火入れ、2004年休止。
- 第2高炉 - 1979年火入れ、1990年に休止。第1高炉の休止に伴い2004年3月火入れ(2次)、炉容積5,000立方メートル。2023年休止。
- シャフト炉 - 2008年火入れ、鉄スクラップを溶解し再資源化。高炉に比べCO2排出量を約半分に抑える。2023年休止。

### アクセス
扇島地区・池上地区
川崎駅東口から川崎市バス川10系統（水江町行き）および川崎鶴見臨港バス川21系統（水江町行き・ゼロエミッション工業団地行き）で「JFE扇島正門前」下車。
池上地区の場合は上記系統に乗り、手前の「JFE池上正門前」下車。
扇島は島全体がJFEの私有地である上に、SOLAS条約およびその国内法である国際船舶・港湾保安法指定の重要港湾（制限区域）とされており、入構許可証を交付された者以外は立入禁止となっている（首都高速湾岸線での通過を除く）。
2020年7月31日まで、臨港バスは扇島地区構内へ入る路線も運行していたが、川崎駅から一般人が乗車した場合は池上正門前までしか利用できなかった。逆の川崎駅行きは扇島正門前から乗車可能であった。
渡田地区
JR浜川崎駅下車（鶴見線・南武線浜川崎支線）
川崎駅東口から川崎市バス川40系統（小田栄経由水江町行き）、または川崎鶴見臨港バス・川24系統（鋼管循環）・川28系統（京町循環）で「JFE前」下車

## 千葉地区

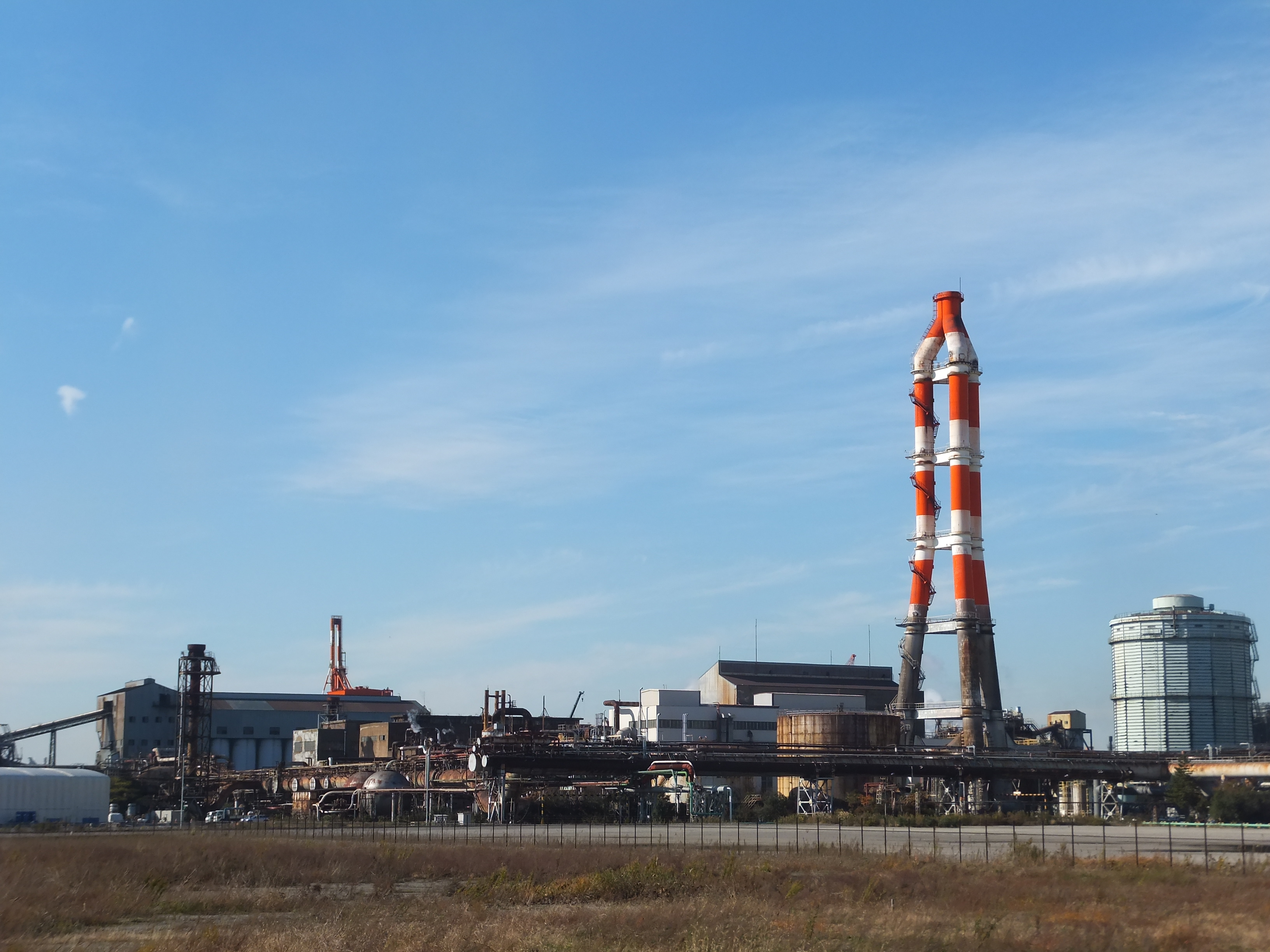
千葉地区（フクダ電子アリーナより）

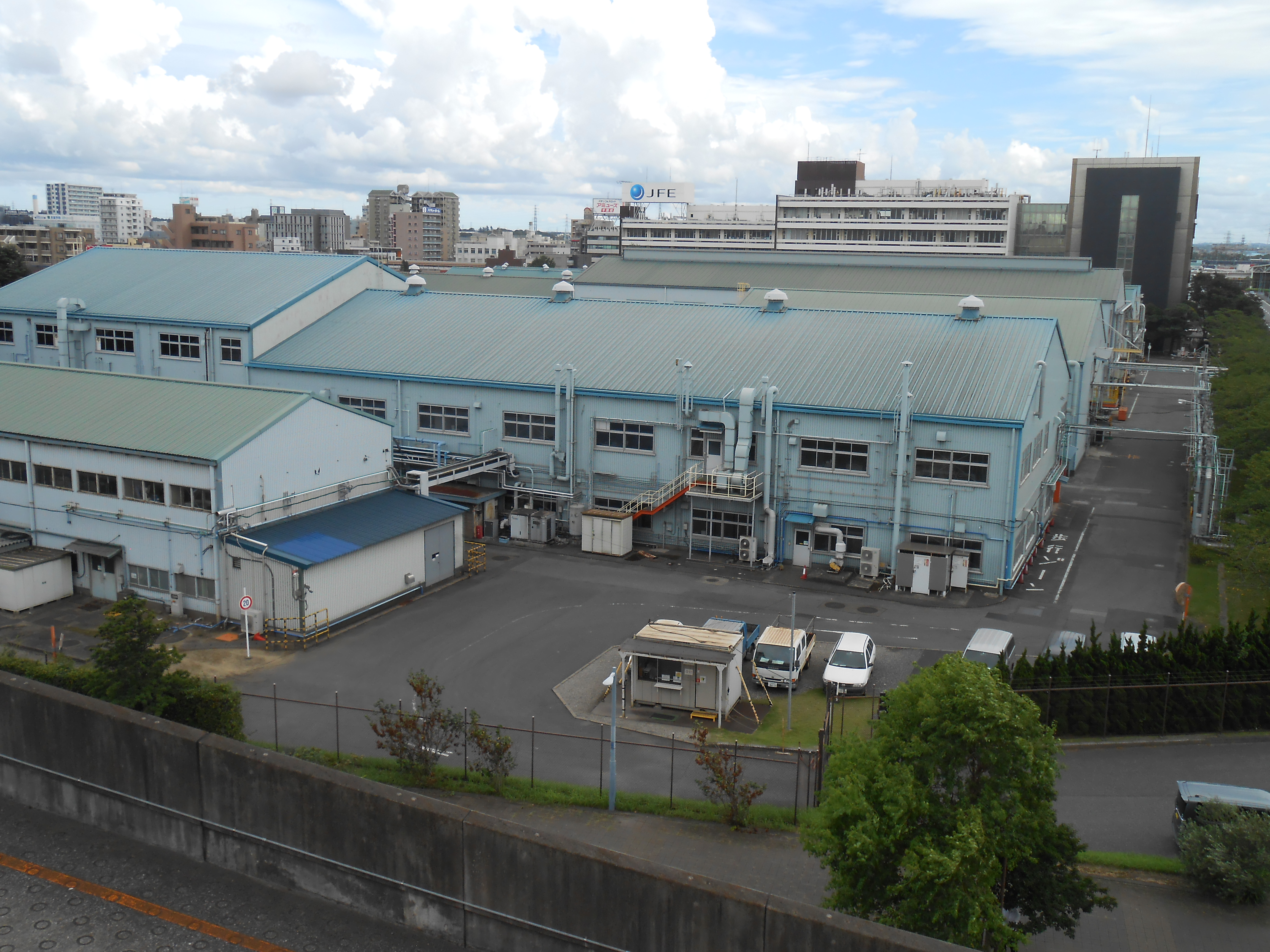
千葉地区の研究施設（JFEスチール研究所）

### 地区概要
- 所在地：千葉市中央区川崎町1
- 敷地面積 832万m2（東京ドームおよそ176個分）

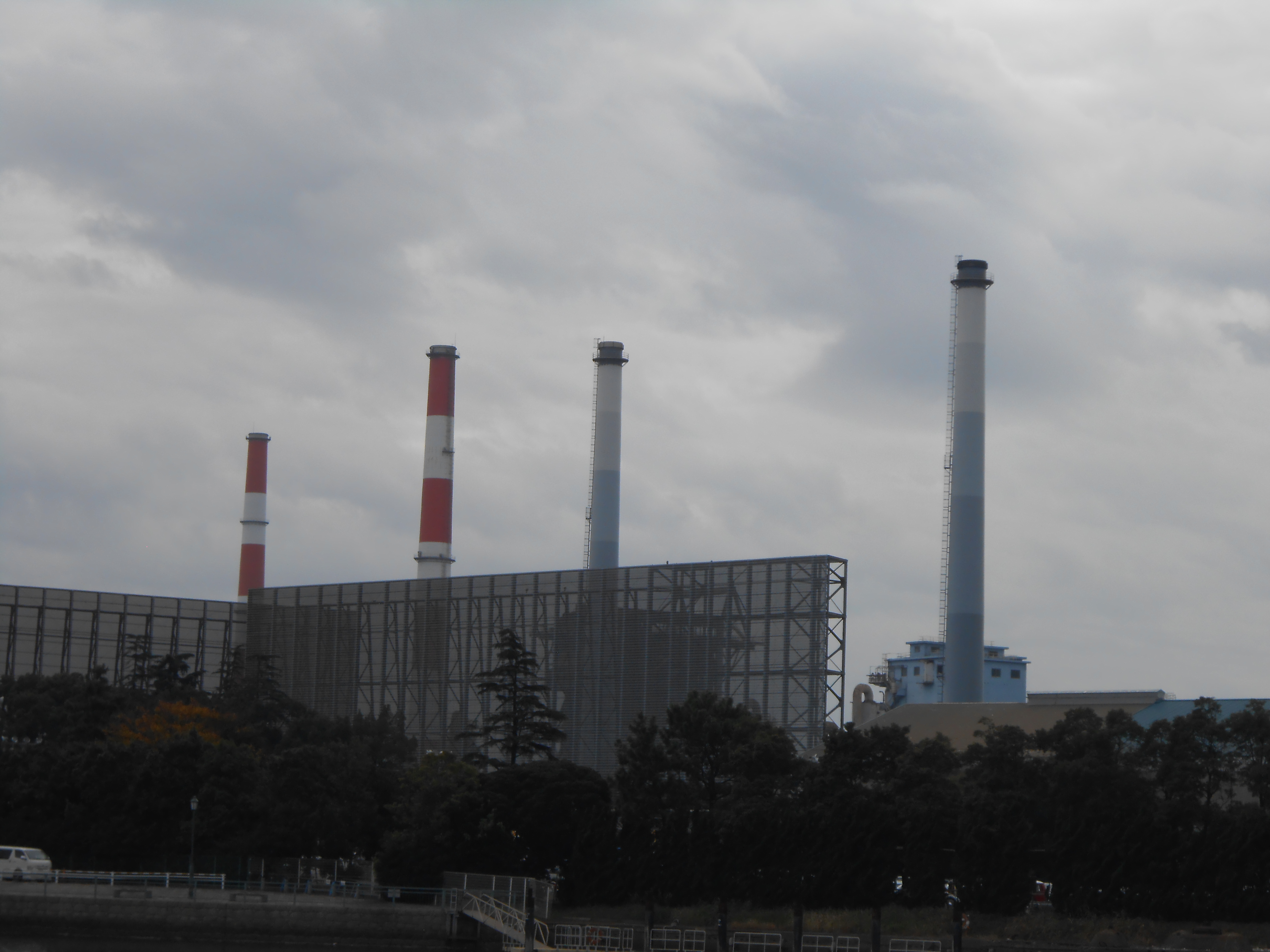
千葉地区、煙突（フェスティバルウォーク蘇我より）
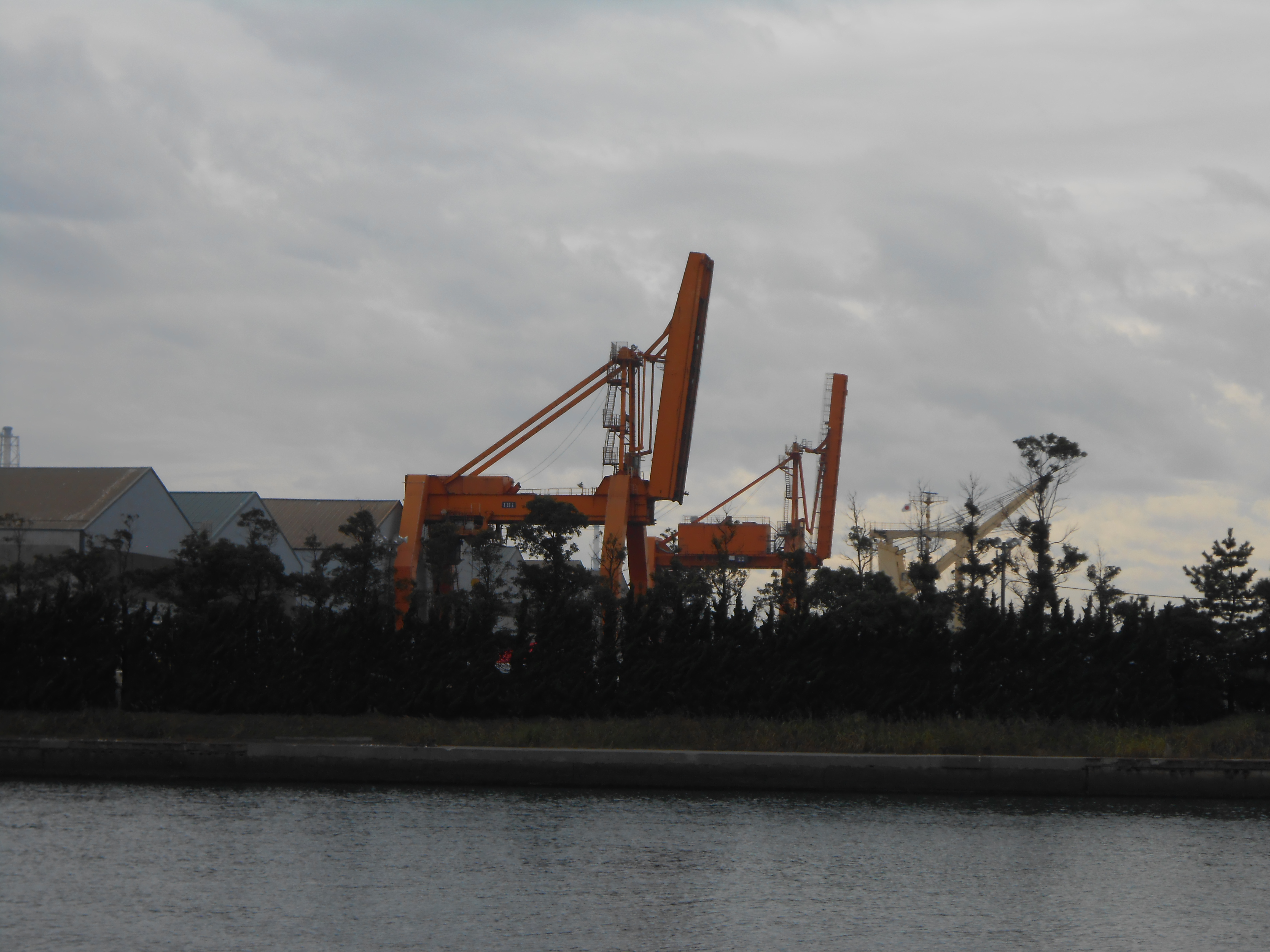
千葉地区、ガントリークレーン（フェスティバルウォーク蘇我より）
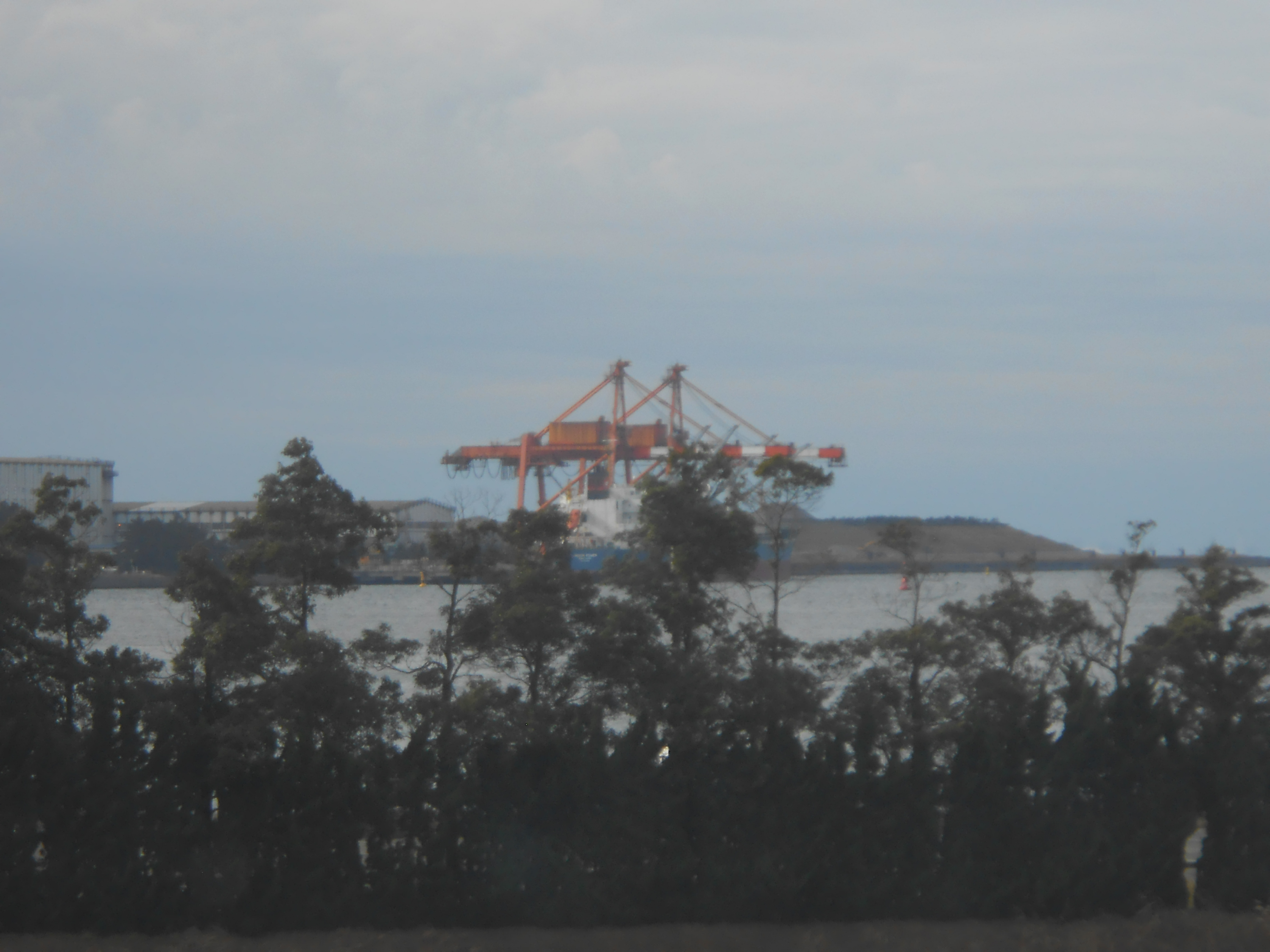
千葉地区、ガントリークレーン（フェスティバルウォーク蘇我より）

### 計画
- 事業費：163億円
- 銑鉄：35万トン（年）
- 粗鋼：50万トン（年）
- 鋼材：40万トン（年）
- 当初敷地面積：200万m2（昭和15年竣工、内務省埋め立て地）

### 沿革
- 1950年（昭和25年） - 川崎製鉄、山口・千葉を候補地とする製鉄所開設計画を通産省に届出。千葉市市有地（埋め立て地）の無償提供を受け進出を決める。
- 1951年（昭和26年）2月1日 - 川崎製鉄千葉工場起工。隣接海面の埋め立て開始。
- 1952年（昭和27年）5月 - 第1期工事竣工（高炉1基、平炉3基、分塊ミルなど）
- 1953年（昭和28年）6月 - 西山弥太郎社長、第1号高炉に火入れ。
- 1956年（昭和31年） - コールドストリップミル（圧延）完成。
- 1958年（昭和33年） - 第2高炉火入れ、第1冷間圧延工場操業開始（銑鋼一貫体制を確立）。川崎製鉄、千葉県に初納税。
- 1965年（昭和40年） - 第5高炉火入れ。
- 1977年（昭和52年） - 第6高炉火入れ。
- 2003年（平成15年）4月1日 - JFEスチール東日本製鉄所に再編。

### 生産品
- 熱延鋼板
- 冷延鋼板
- ステンレス鋼板
- 鋼管
- 鉄粉

など

### 高炉
- ＃第1高炉　　1953年火入れ、解体済み
- ＃第2高炉　　1958年火入れ、解体済み
- ＃第3高炉　　1960年火入れ、解体済み
- ＃第4高炉　　1961年火入れ、解体済み
- ＃第5高炉　　1965年火入れ、1991年12月火入れ(4次) 炉容積2,584立方メートル、2004年6月30日休止、2010年に解体
- ＃第6高炉　　1977年火入れ、1998年5月火入れ(2次)、2023年1月13日火入れ(3次)、炉容積5,153立方メートル

### 発電所
- 敷地内にJFE千葉クリーンパワーステーション発電所を有する。

### アクセス
- JR蘇我駅下車徒歩約7分

## 西宮工場
千葉地区より原料を調達する、ステンレス鋼製造工場である。高級品や特殊品の製造を行っている。所在地は兵庫県西宮市朝凪町1番50号。

### 沿革
- 1929年（昭和4年）10月 - 川崎造船所（後の川崎重工業）の西宮工場として発足。
- 1950年（昭和25年）8月 - 川崎製鉄が継承。
- 2003年（平成15年）4月1日 - JFEスチール東日本製鉄所西宮工場に再編。